# Walter H. Tyler
Walter H. Tyler (Los Angeles, 28 de março de 1909 — 3 de novembro de 1990) é um diretor de arte estadunidense. Venceu o Oscar de melhor direção de arte na edição de 1950 por Samson and Delilah, ao lado de Hans Dreier, Samuel M. Comer e Ray Moyer.